# Asclepiade di Samo

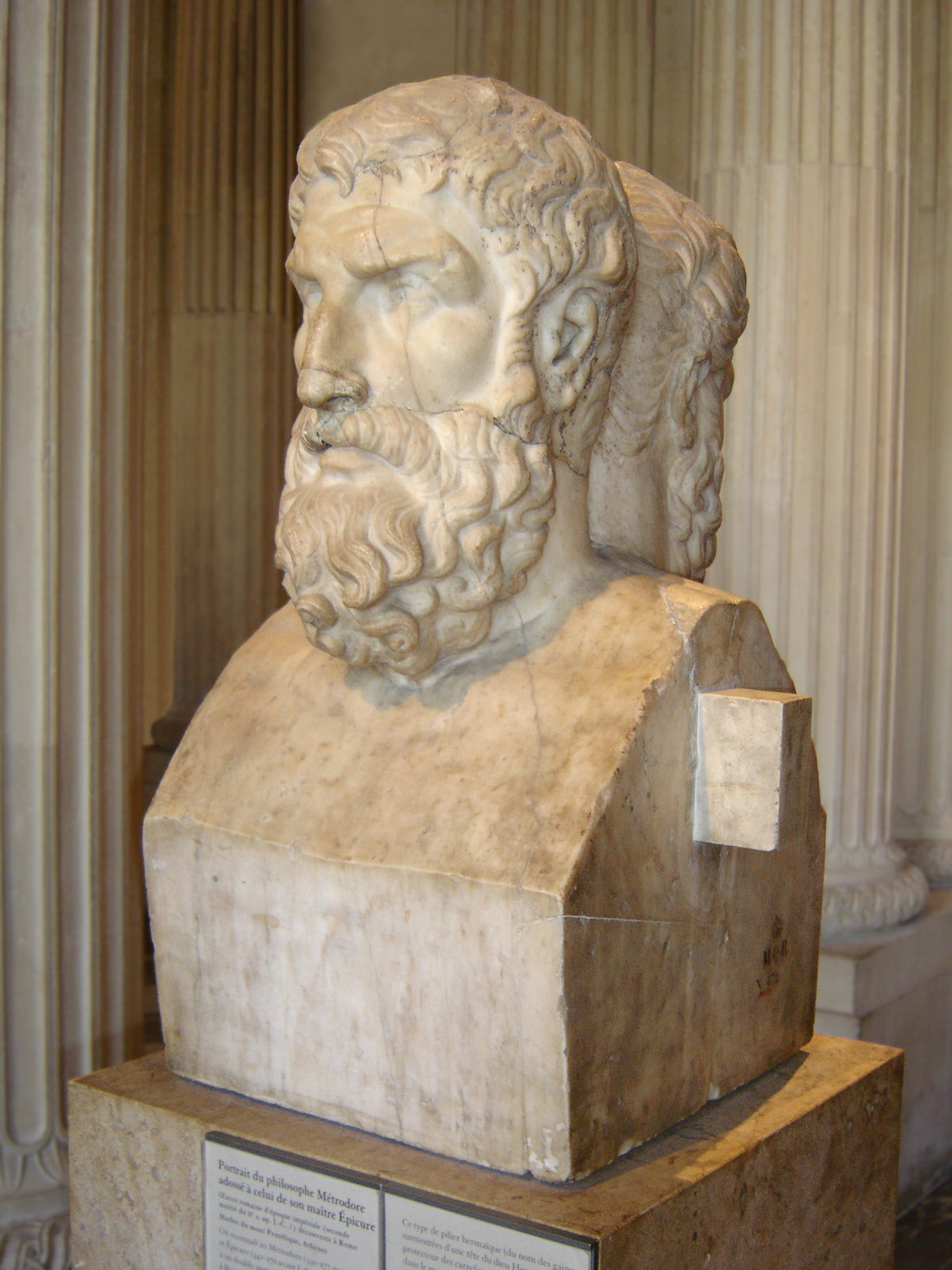
Erma bifronte di Epicuro e Metrodoro di Lampsaco nel Louvre. Le tematiche del disimpegno epicureo, sia pure in modo più superficiale, sono tipiche della poesia asclepiadea

Asclepiade di Samo (Samo, ante 310 a.C. – ...) è stato un poeta greco antico, tra i primi autori di epigrammi e caposcuola degli epigrammisti ionico-alessandrini.

## Biografia
La data di nascita che gli è attribuita deriva dal fatto che Teocrito nelle sue Talisie lo ricordi sotto il nome di Sicelida (patronimico o pseudonimo di origine oscura), come un poeta affermato ed esempio di abilità poetica, implicando così che fosse più anziano.  A Samo, patria del poeta, forse nacque un circolo comprendente lo stesso Sicelida, Posidippo ed Edilo. In particolare fu con Posidippo che ebbe frequenti rapporti letterari, tanto che i due vengono accostati per le somiglianze stilistiche nell'antologia (Στέφανος) di Meleagro di Gadara.
Ulteriore appiglio biografico è dato dal fatto che fu in polemica con Callimaco, nella controversia letteraria che divise Callimaco da altri poeti della sua età. In particolare insieme a Posidippo viene ricordato tra i detrattori di Callimaco, provocatoriamente chiamati Telchini da quest'ultimo.

## Opere
Nell'Antologia Palatina sono stati tramandati circa quarantacinque suoi epigrammi, non tutti di sicura autenticità, tra i quali brevi componimenti che si immaginavano recitati dall'innamorato davanti alla porta chiusa della fanciulla amata (tra i primi del genere), poesie conviviali, epitaffi da riportare nelle iscrizioni funerarie, dediche, brevi composizioni di argomento mitologico e amoroso. Tutti generi, questi, che ebbero in seguito grande fortuna nella poesia in lingua greca e latina e che in Asclepiade hanno particolari qualità di freschezza, spontaneità ed essenzialità, con un'ispirazione popolaresca mediata dalla forma letteraria. 
Nei suoi componimenti amorosi, oltre al tema dell'innamorato capace di stare in una notte d'inverno sotto la pioggia davanti alla porta dell'amata (il paraklausìthyron, lamento davanti alla porta chiusa, assai in voga durante tutta l'età ellenistica), prevale l'atteggiamento del godimento dei piaceri della vita, amore e vino del banchetto, che pure sono fonte di malinconia e instillano il pensiero della morte e della probabile indifferenza del mondo per la fine di un singolo essere umano.

Ci sono giunti anche pochi frammenti di canti melici. La sua rilevanza in questo genere è testimoniata dal nome di "asclepiadei" (maggiore e minore) attribuito a tipi di versi che, in realtà, erano già stati utilizzati dal poeta Alceo, riadattati alle nuove esigenze ritmiche.